# قط سنغافورة

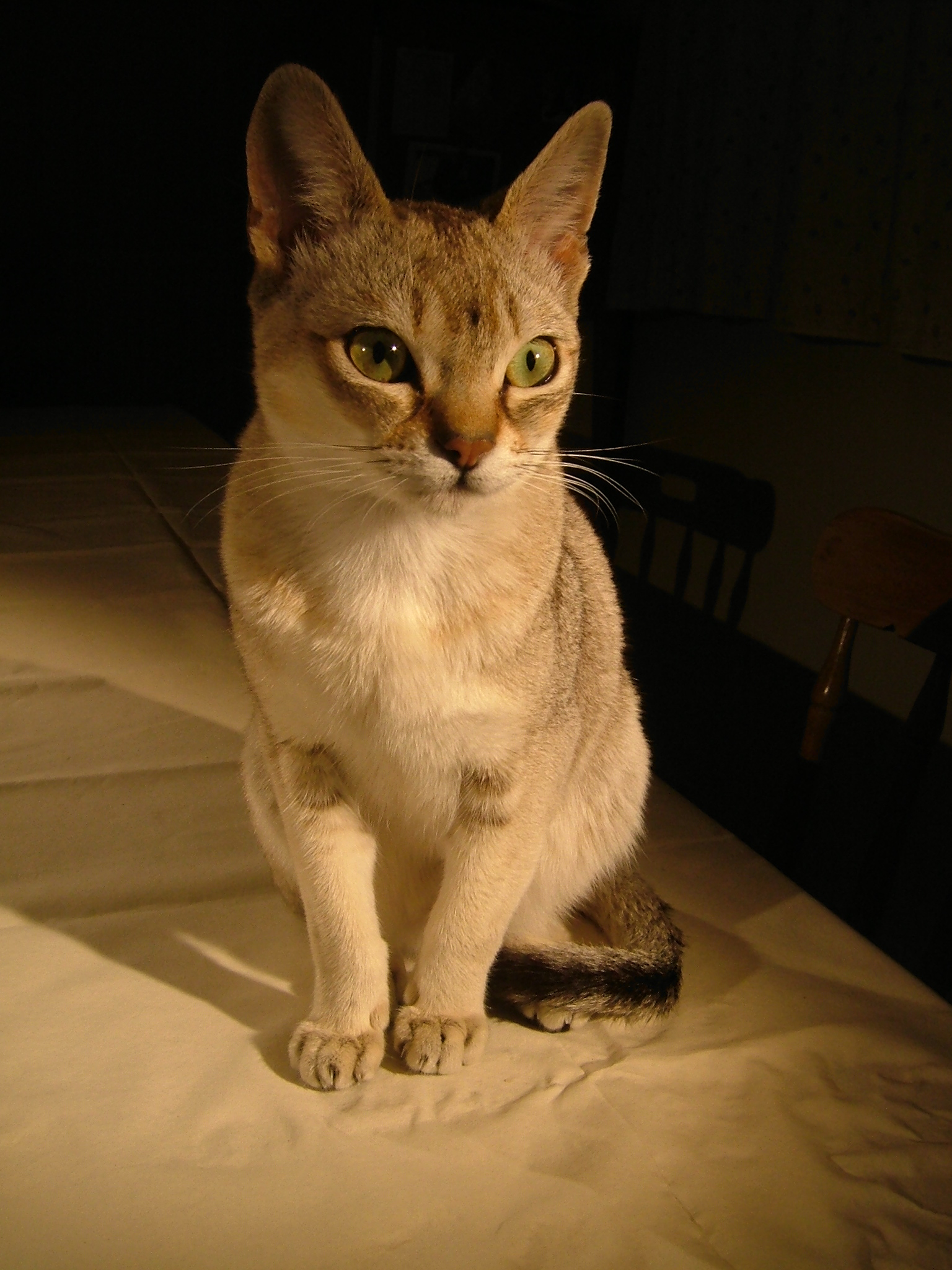

قط سنغافورة تطورت هذه السلالة بوسطة مربية أمريكية اكتشفتها في سنغافورة، وأخذتها إلى أمريكا ووضعت برنامج استيلاد دقيق لتنتج هذه السلالة. ويتميز هذا النوع بعينين واسعتين لوزيتي الشكل ذات لون أخضر أو أصفر، ويكون الجسم وأرجل القط شكلا مربعا مع الأرض، ولهذه القطط لون واحد فقط وهو البني الداكن والخطم والذقن والصدر والبطن باللون الدخاني.